# Eric Kirschner
Eric Ronald Kirschner (ur. 7 października 1973) – kanadyjski zapaśnik walczący w stylu wolnym. Wicemistrz Igrzysk Wspólnoty Narodów w 2002. Piąty w Pucharze Świata w 2002 roku.